# Jun Shimanuki
Jun Shimanuki (japanisch 島貫 純 Shimanuki Jun; * 7. August 1988 in der Präfektur Tokio) ist ein japanischer Fußballspieler.

## Karriere
Shimanuki erlernte das Fußballspielen in der Schulmannschaft der Shutoku High School. Seinen ersten Vertrag unterschrieb er 2007 bei Mito HollyHock. Der Verein spielte in der zweithöchsten Liga des Landes, der J2 League. Ende 2008 beendete er seine Karriere als Fußballspieler.